# حمض الكافوريك
حمض الكافوريك (C10H16O4) (باللاتينية: Acidum camphoricum) هو مادة بيضاء قابلة للتبلور يتم الحصول عليها من أكسدة الكافور. توجد في ثلاثة أشكال مختلفة بصريًا؛ يتم الحصول على واحد عن طريق أكسدة الكافور ويستخدم في المستحضرات الصيدلانية.

## تاريخ
درس حمض الكافوريك وعزله لأول مرة من قبل الصيدلي الفرنسي لوي نيكولا فوكلان في أوائل القرن التاسع عشر، ولكن كان يقترح الكيميائي هولندا ياكوبس فانت هوف هو أول من اقتراح لهيكله الجزيئي وخصائصه البصرية في سبتمبر 1874.
قام هالر وبلانك بتصنيع الكافور من حمض الكافوريك. في عام 1904، أصبح الكيميائي الفنلندي غوستاف كومبا أول من نجح في تصنيع حمض الكافوريك الاصطناعي من ثنائي إيثيل أكسالات وحمض ثلاثي ميثيل بنتانويك، وبالتالي إثبات بنية الكافور.

## الخواص الكيميائية والعزلة
يمكن تحضير حمض الكافوريك عن طريق أكسدة الكافور بحمض النيتريك.